# Асеев, Станислав Владимирович
Станисла́в Влади́мирович Асе́ев (псевдоним Станисла́в Ва́син, род. 1 октября 1989, Донецк) — украинский писатель, журналист, правозащитник, основатель Justice Initiative Fund. Автор романа «Мельхиоровый слон, или Человек, который думал». Под псевдонимом Станислав Васин работал внештатным корреспондентом «Радио Свобода» в Донецке. Задержан 11 мая 2017 года МГБ ДНР по обвинению в шпионаже и содержался в тюрьме Донецкой Народной Республики до 29 декабря 2019 года. Был обменян в рамках обмена между Украиной и ДНР 29 декабря 2019 года.

## Биография
В 2006 году окончил общеобразовательную школу в городе Макеевка.
В 2010 году окончил факультет философии и религиоведения Донецкий государственный институт информатики и искусственного интеллекта получив квалификацию бакалавра философии с отличием. В 2012 году окончил факультет компьютерных наук и технологий Донецкого национального технического университета получив квалификацию магистра религиоведения с отличием. В сферу научных интересов входит французская и немецкая онтология XX века.
После получения высшего образования уехал во Францию, чтобы вступить в ряды Французского Иностранного легиона.
После возвращения на Украину сменил, в общей сложности, пятнадцать профессий, среди которых грузчик, стажёр в банке, копатель могил, оператор в почтовой компании и продавец-консультант бытовой техники.

## Литературное творчество

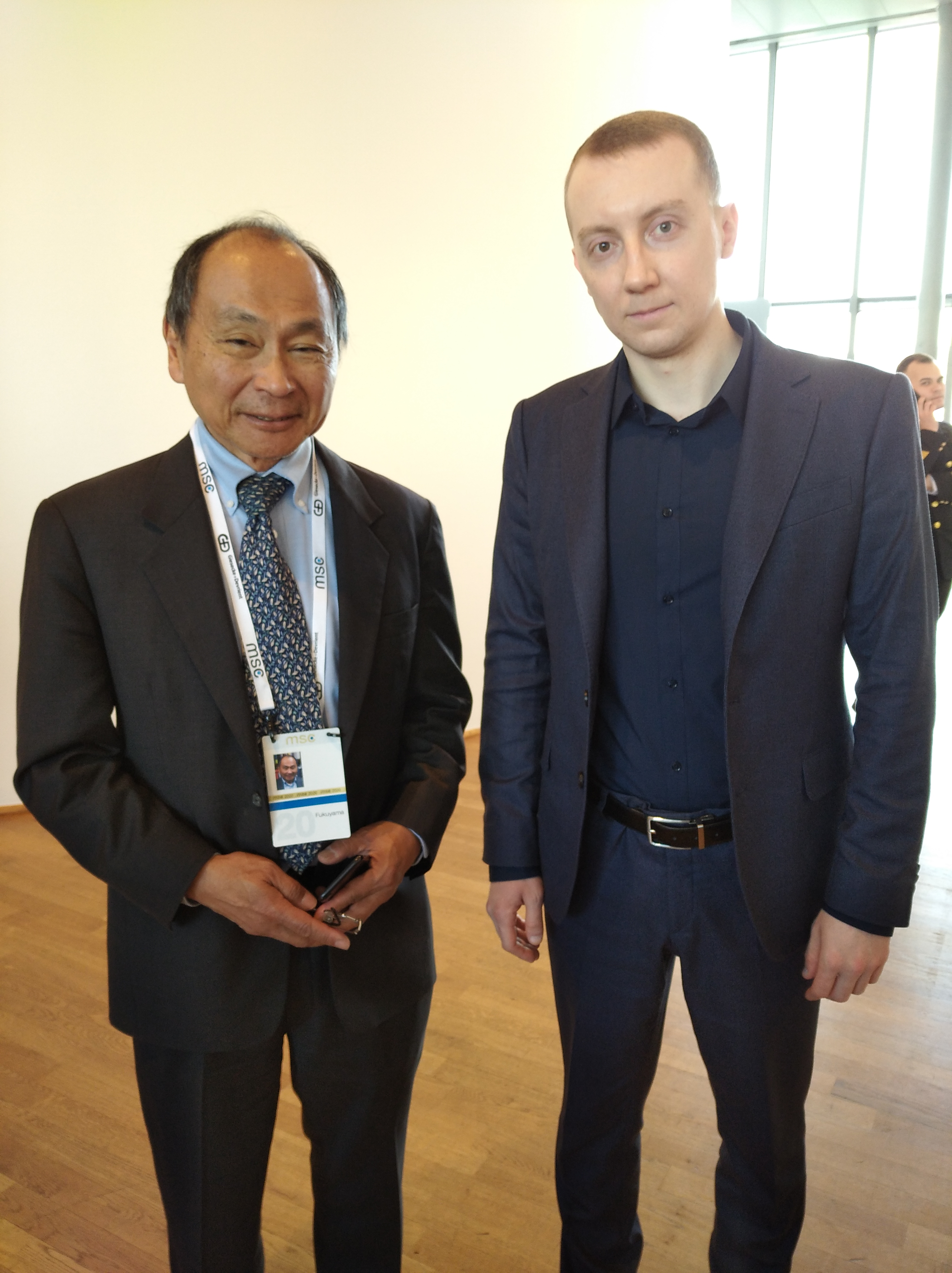
Фрэнсис Фукуяма и Станислав Асеев в Мюнхене

Главным произведением является автобиографический роман «Мельхиоровый слон, или Человек, который думал». Роман был напечатан в 2015 году в российском литературно-художественном журнале «Юность», а в 2016 году вышел отдельной книгой в киевском издательстве «Каяла». В романе рассказывается о жизни автора в украинских политических и духовных реалиях. Много внимания уделяется войне на Донбассе, описанную сквозь призму философских оценок и выводов автора. По словам главного редактора журнала «Юность» Валерия Дударева, «Его взгляд на мир не журналистский, не писательский — он юный философ. На страницах романа Станислав выворачивает себя наизнанку, показывает мир маленького города, войну, разорвавшую страну пополам. К слову, он служил в одном из батальонов на стороне Киева. Считал, что за идею нужно сражаться. Целостность Украины была для него такой идеей. Правда, после трёх недель службы он разочаровался. Сказал, что на войне нет никакой идеи. Свои мысли он перенёс на бумагу, и получилось глубокое философское произведение».
В 2018 году была опубликована книга Асеева «В ізоляції» где он описал свое пребывание в тюрьме Изоляция.

## Журналистская деятельность
Как журналист сотрудничал с газетой «Зеркало недели», журналом «Украинская неделя» и «Радио Свобода» под псевдонимом Станислав Васин.

### Задержание по обвинению в шпионаже
В начале июня 2017 года главный редактор отдела политики украинской газеты «Зеркало недели» Сергей Рахманин сообщил, что Асеев со 2 июня не выходит на связь с коллегами, на звонки не отвечает, его местонахождение неизвестно, а в его квартире проводился обыск.
16 июля друг и однокурсник Асеева, бывший народный депутат Украины Егор Фирсов заявил, что, по официальной информации МГБ ДНР, блогер задержан по обвинению в шпионаже, о чём, по словам Фирсова, матери Асеева «дали письменное подтверждение». 5 июля на своей странице в социальной сети Facebook Фирсов заявил, что Асеев начал голодовку протеста.
Human Rights Watch заявила, что «власти ДНР должны немедленно прекратить насильственное исчезновение Станислава Асеева, признав факт его задержания и освободив его», а также добавила, что «в соответствии с требованиями международного права они также должны провести расследование и наказать ответственных за это тяжкое преступление». В свою очередь директор отделения Human Rights Watch по Европе и Центральной Азии Хью Уильямсон заявил, что «власти ДНР так официально и не признали факт задержания Асеева, но у нас нет никаких сомнений в том, что блогер находится в руках органов безопасности ДНР в Донецке и содержится в заключении без связи с внешним миром».
Amnesty International обратилась с открытым обращение ко всем неравнодушным написать обращения к Главе ДНР Александру Захарченко, Главе МГБ ДНР Владимиру Павленко и Уполномоченной по правам человека ДНР Дарье Морозовой с просьбой освободить Асеева.
Руководитель отдела Восточной Европы и Центральной Азии организации «Репортёры без границ» Иоганн Бихр призвал ДНР освободить Асеева.
Представитель Организации по безопасности и сотрудничеству в Европе по свободе СМИ Арлем Дезир заявил, что «продолжающееся незаконное задержание Станислава Асеева отвратительно и нельзя терпеть», поскольку «журналист уже удерживается в плену один год, а отсутствие доступа к журналисту только усиливает опасения по поводу его судьбы». Кроме того он призвал к его «немедленному освобождению по гуманитарным соображениям и в принципе», а также призвал «все государства-участники ОБСЕ усилить давление на любых соответствующих участников в Донецке» указав на то, что «все заинтересованные стороны, имеющие влияние в этом случае, должны помочь в освобождении Станислава Ассева».
Также организации Комитет защиты журналистов, Европейская федерация журналистов, Норвежский Хельсинкский комитет и ПЕН-клуб потребовали освобождения журналиста.

### Освобождение и возвращение на Украину
29 декабря 2019 года был освобождён из плена в рамках обмена «76 на 127». Вместе с ним был освобождён журналист Олег Галазюка.

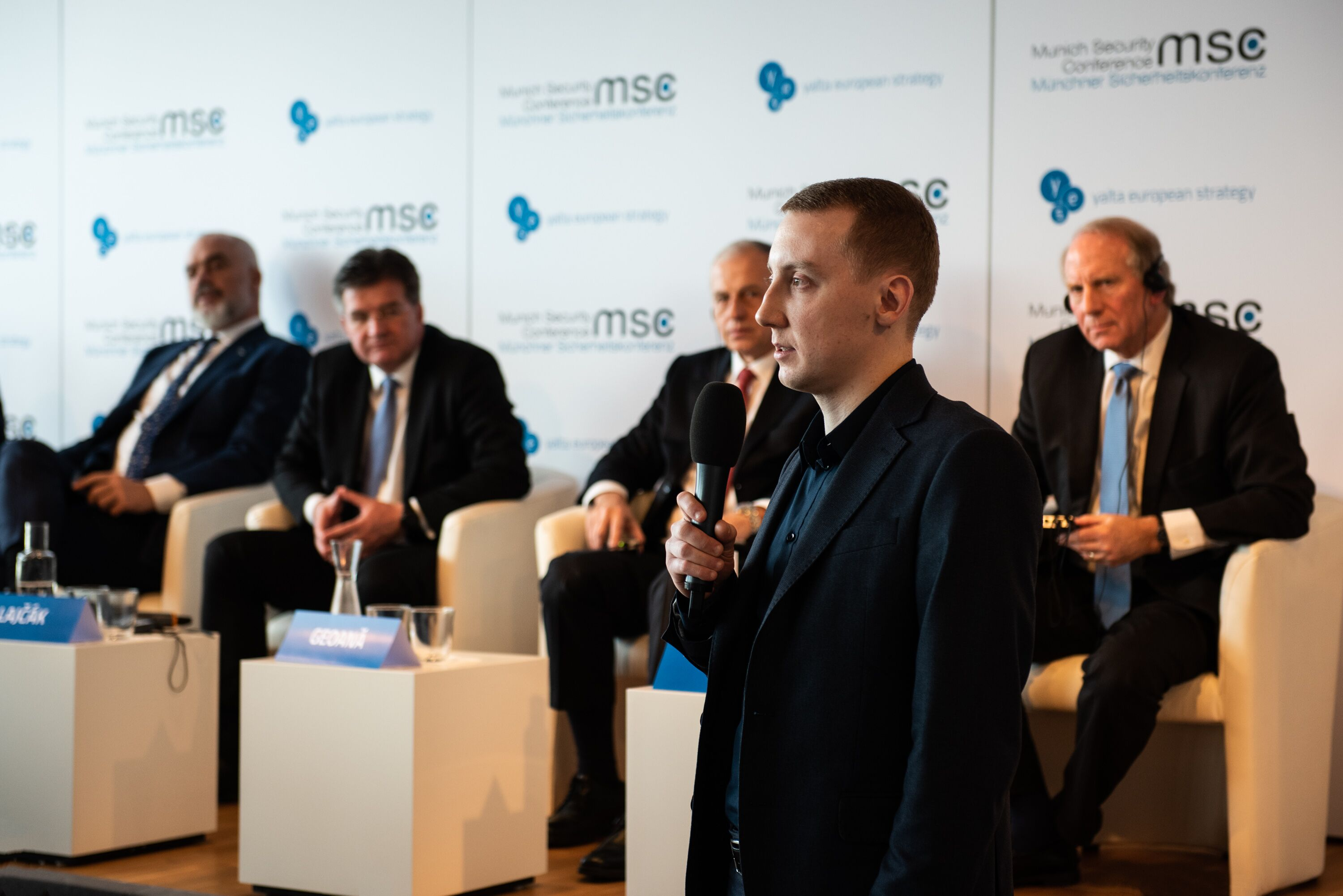
Станислав Асеев на Мюнхенской конференции по безопасности

### Политическая деятельность
После освобождения Станислав занимает активную социальную и политическую позицию, занимается вопросами прав пленников нелегальных тюрем в России и на территории ДНР и ЛНР. Так 29 января 2020 Асеев выступил с речью в Совете Европы где он попросил страны-участники совета надавить на Россию для освобождения пленных. 15 февраля 2020 журналист выступил на Мюнхенской конференции по безопасности, где рассказал о жестоком обращении с заключенными со стороны силовиков ДНР. 14 февраля 2020 Станислав Асеев встретился с группой американских сенаторов в офисе Радио Свобода в Праге и обсудил вопрос освобождения остальных заключённых на оккупированном Донбассе.

### Дело "Палыча"
Через полтора года после освобождения из тюрьмы "Изоляция" Асеев узнал, что главный комендант тюрьмы - Денис Куликовский, он же Палыч, - свободно проживает в Киеве. Вместе с Христо Грозевым и полковником украинских спецслужб в отставке Романом Червинским Асеев провел расследование, которое привело к раскрытию адреса Палыча в Киеве и его аресту Службой безопасности Украины.

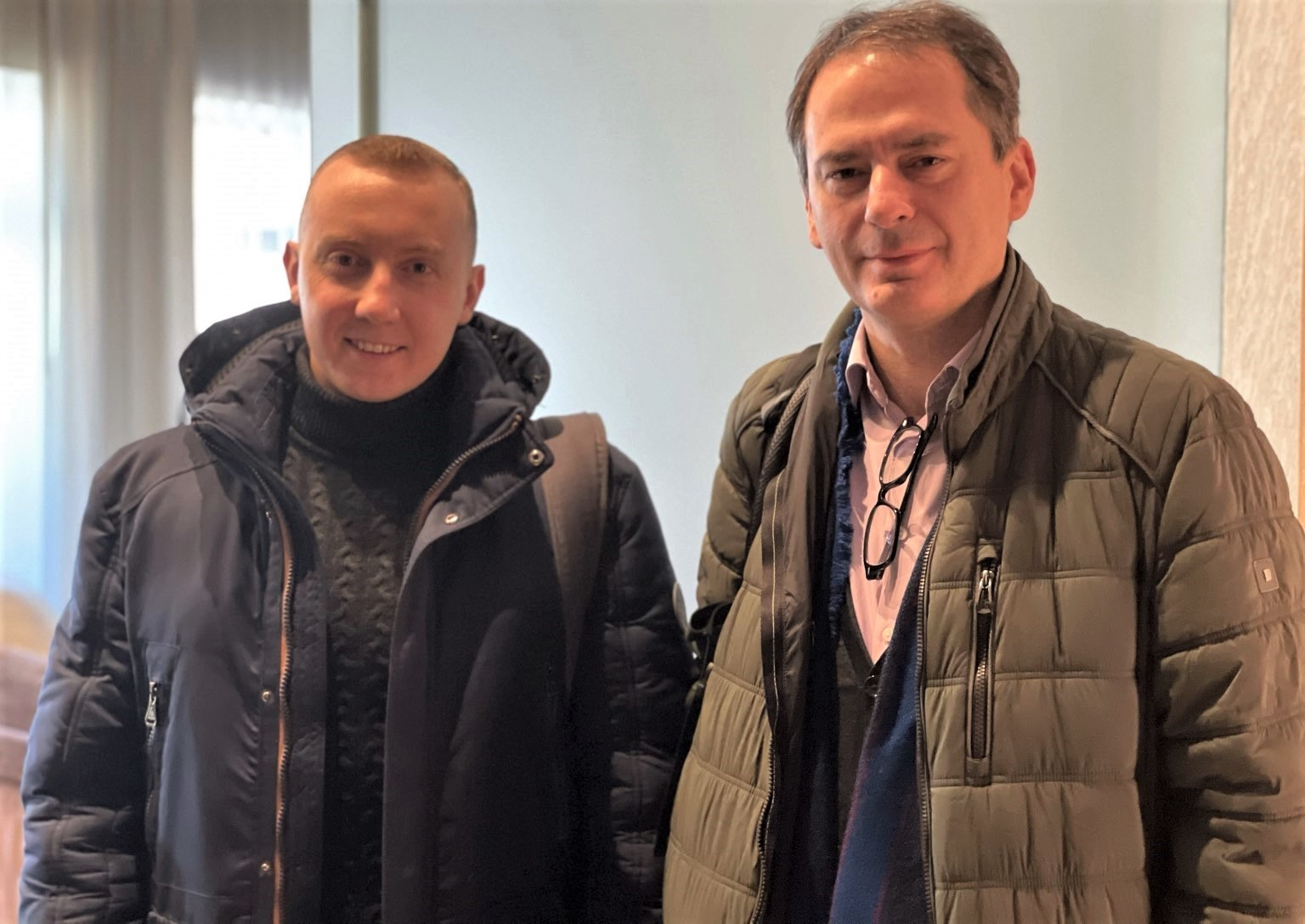
Асеев и Христо Грозев

На данный момент Палыч-Куликовский отбывает 15-летний срок лишения свободы, к которому его приговорил киевский суд.

### Вооруженные Силы Украины
В 2023 году Асеев вступил в Вооруженные Силы Украины как пехотинец.
В 2024 году Станислав получил контузию во время боевых действий на Донбассе и прошел реабилитацию в госпитале, после чего вернулся на фронт. Через два месяца Асеев вновь получил более тяжелое минно-осколочное ранение шеи и груди, после чего вновь оказался в больнице.

## Отзывы
По словам друга и однокурсника Асеева, бывшего народного депутата Украины Егора Фирсова, тот считал своим журналистским долгом оставаться в Донецке и объективно описывать события, происходящие: «Не все могут знать, что происходит на территории оккупированного Донбасса, не все могут описывать ту ситуацию, которая там происходит. А Стас мог и описывал». Фирсов также утверждает: «Стас — человек, который ещё в школе читал Канта. И преподаватели, и все в группе в университете как минимум считали его одним из лучших. Или даже лучшим… Он не поддерживал ни одного из президентов, ни одну политическую партию… Это всё было ниже его полета мысли…».
В свою очередь директор киевского издательства «Каяла» Татьяна Ретивова отмечает: «Его не интересует ни украинский, ни российский национализм, он находится вне координат диалога на таком уровне. Асеева больше интересует французская и немецкая онтология ХХ столетия».

## Награды
- Премия «Свободная пресса Восточной Европы» (2020)[29]
- Национальная премия за защиту свободы слова 2020[30]
- Национальная премия Украины имени Тараса Шевченко 2021[31]
- Dianna Ortiz Award for Courage 2023 [32]
- NNW International Film Festival Award "The Door to Freedom" [33]

## Произведения
- Асеев С. В. Шестой день: сб. поэм, рассказов и стихов. — Донецк: Норд-Пресс, 2011. — 207 с. — ISBN 978-966-380-480-4[34]
- Асеев С. В. Андерхилльские ведьмы: драма: в 2 ч. Проза. — Донецк: Донбасс, 2011. — 228 с. — ISBN 978-617-638-065-8[34]
- Асеев С. В. Мельхиоровый слон, или Человек, который думал: Роман-автобиография // Юность. — 2015. — № 1—6.
- Асеев С. В. Мельхиоровый слон, или Человек, который думал: роман-автобиография. — К.: Каяла, 2016. — 267 с. — ISBN 978-617-7390-05-2[34]
- В ізоляції / Станіслав Асєєв, тексти, фото; передм. Мар’яни Драч, Сергія Рахманіна, Дмитра Крапивенка; ілюстр. Сергія Захарова // К.: Люта справа, 2018. — 208 с. —  ISBN 978-617-7420-18-6.